# Nemoraea piligena
Nemoraea piligena là một loài ruồi trong họ Tachinidae.